# Britvinita
La britvinita és un mineral de la classe dels silicats. Rep el nom en honor de Sergei Nikolaevich Britvin (1965-), un mineralogista rus.

## Característiques
La britvinita és un silicat de fórmula química [Pb₇(OH)₃F(BO₃)₂(CO₃)][Mg4.5(OH)₃(Si₅O14)]. Va ser aprovada com a espècie vàlida per l'Associació Mineralògica Internacional l'any 2006. Cristal·litza en el sistema triclínic.
Segons la classificació de Nickel-Strunz, la britvinita pertany a «09.EG - Fil·losilicats amb xarxes dobles amb 6-enllaços més grans» juntament amb els següents minerals: cymrita, naujakasita, manganonaujakasita, dmisteinbergita, kampfita, strätlingita, vertumnita, eggletonita, ganofil·lita, tamaïta, coombsita, zussmanita, franklinfil·lita, lennilenapeïta, parsettensita, estilpnomelana, latiumita, tuscanita, jagoïta, wickenburgita, hyttsjoïta, armbrusterita i bannisterita.

## Formació i jaciments
Va ser descoberta a la localitat de Långban, al municipi de Filipstad (Värmland, Suècia). També ha estat descrita posteriorment a la mina Kombat, a la regió d'Otjozondjupa (Namíbia). Aquests dos indrets són els únics de tot el planeta on ha estat descrita aquesta espècie mineral.